# トランスワープ
トランスワープは、日本の競走馬である。2012年に中央競馬の函館記念と新潟記念で優勝し、2012サマー2000シリーズのチャンピオンとなった。馬名の由来は『スタートレック』シリーズに登場する、通常のワープ航法を遥かに越えた夢の航行技術。

## 経歴

### 競走馬時代
2008年6月8日の東京ダート1300mの3歳未勝利戦でデビュー（3着）。7月27日の新潟の未勝利戦ダート1200mで3戦目で初勝利。同年はこの3戦のみの出走となった。2009年3月の中山戦以降2勝目、6月の東京戦で芝で初勝利をあげるも8戦2勝3着2回だった。この後1年半の長い休養に入る。
2011年に復帰すると、7月9日の千葉日報杯より始動。休養中に去勢していたものの、3戦して2着2回であった。しかし、2012年1月の中山芝2000mで約2年半ぶりの勝利をすると、2月の東京の準オープンアメジストステークスを逃げ切りで勝利し、オープン入りを果たす。このあと福島の福島民報杯と福島テレビオープンを1番人気になるも8着、3着に敗れる。そして函館記念は中団からやや後方からの競馬となり、最後の直線で抜け出して重賞初制覇を果たすと、続く新潟記念は最後の直線で2着のタッチミーノットをクビ差で制して重賞連勝を果たすと共に2012サマー2000シリーズのチャンピオンとなった。しかし初のGI出走となった天皇賞（秋）は17着に敗れた。
2013年は1月のアメリカジョッキークラブカップで始動したが、後味の悪いスタートとなった。最後の直線で、勝ったダノンバラードによって「5完歩くらい控えるほど」（萩原調教師談）の走行妨害を受けながらも追い上げて2着に入った。レース直後に審議表示はつかなかったが、萩原と大野拓弥騎手は走行妨害申し立てを行い、レース終了12分後にようやく審議が始まった。審議は7分ほどで終了し、申し立ては棄却されたが、その後大野は「むちゃくちゃ悔しい。直線のあの時点で下げて、差を詰めるのは厳しい」と、悔しさと不服を語った。また、陣営はこの裁決に対して最終レース終了後も30分以上、裁決委員に抗議しており、陣営にとっては納得のいかない敗戦となった。萩原は「今回の件については、もう一度検証して、今後の態度を決めたい」と語った。その後は惨敗が続き、2014年5月15日付で競走馬登録を抹消され引退となった。

### 引退後
引退後は福島県天栄村のノーザンファーム天栄で乗馬となり、2015年11月からは桑折町のにぐらや牧場にて功労馬繋養展示事業の対象馬として余生を送ることになった。

## 競走成績
| 競走日     | 競馬場 | 競走名        | 格       | 距離（馬場）  | 頭 数 | 枠 番 | 馬 番 | オッズ （人気） | 着順 | タイム （上り3F） | 着差 | 騎手     | 斤量 | 1着馬/（2着馬）      |
| ---------- | ------ | ------------- | -------- | ------------- | ----- | ----- | ----- | --------------- | ---- | ----------------- | ---- | -------- | ---- | -------------------- |
| 2008.06.08 | 東京   | 3歳未勝利     |          | ダ1300m（良） | 16    | 2     | 4     | 005.60（3人）   | 03着 | 01:19.7（37.7）   | -0.6 | 後藤浩輝 | 56kg | エビスオール         |
| 0000.07.05 | 福島   | 3歳未勝利     |          | ダ1150m（良） | 16    | 5     | 9     | 002.30（1人）   | 02着 | 01:08.6（36.7）   | -0.2 | 後藤浩輝 | 56kg | フサイチコウキ       |
| 0000.07.27 | 新潟   | 3歳未勝利     |          | ダ1200m（重） | 15    | 4     | 7     | 001.50（1人）   | 01着 | 01:12.0（37.3）   | -0.1 | 後藤浩輝 | 56kg | (エアセレナーデ)     |
| 2009.03.08 | 中山   | 4歳上500万下  |          | ダ1800m（稍） | 16    | 4     | 7     | 006.50（3人）   | 07着 | 01:55.5（40.0）   | -1.9 | 横山典弘 | 57kg | アサクサゼットキ     |
| 0000.03.28 | 中山   | 4歳上500万下  |          | ダ1800m（良） | 15    | 1     | 2     | 005.10（2人）   | 01着 | 01:54.9（38.3）   | -0.5 | 横山典弘 | 57kg | (アドマイヤワールド) |
| 0000.05.17 | 東京   | テレビ埼玉杯  | 1000万下 | 芝2000m（良） | 14    | 5     | 8     | 016.70（6人）   | 07着 | 02:01.0（36.2）   | -0.7 | 横山典弘 | 57kg | ワイルドコンコルド   |
| 0000.06.13 | 東京   | 稲村ヶ崎特別  | 1000万下 | 芝2000m（良） | 14    | 3     | 4     | 023.60（9人）   | 01着 | 01:59.1（35.2）   | -0.1 | 横山典弘 | 57kg | (ダイワオージー)     |
| 0000.07.04 | 札幌   | ライラック賞  | 1000万下 | 芝1800m（良） | 09    | 5     | 5     | 003.10（1人）   | 03着 | 01:48.7（34.8）   | -0.0 | 横山典弘 | 57kg | マイネルスターリー   |
| 0000.07.18 | 札幌   | HBC賞         | 1000万下 | 芝1800m（良） | 14    | 6     | 10    | 003.20（1人）   | 10着 | 01:48.8（35.0）   | -0.8 | 横山典弘 | 57kg | ルールプロスパー     |
| 0000.12.12 | 中山   | 3歳上1000万下 |          | 芝2000m（重） | 12    | 6     | 8     | 008.80（3人）   | 03着 | 02:03.2（35.1）   | -0.1 | 三浦皇成 | 57kg | コロンバスサークル   |
| 0000.12.27 | 中山   | グッドラックH | 1000万下 | 芝2500m（良） | 16    | 6     | 11    | 005.40（3人）   | 07着 | 02:34.8（35.5）   | -1.1 | 武豊     | 57kg | ベルウッドローツェ   |
| 2011.07.09 | 中山   | 千葉日報杯    | 1000万下 | 芝2000m（良） | 11    | 8     | 12    | 061.4（11人）   | 02着 | 01:59.9（36.8）   | -0.2 | 大野拓弥 | 57kg | マコトギャラクシー   |
| 0000.10.01 | 中山   | 鎌ケ谷特別    | 1000万下 | 芝2000m（良） | 11    | 8     | 10    | 006.50（3人）   | 02着 | 02:01.2（34.7）   | -0.2 | 大野拓弥 | 57kg | フェデラリスト       |
| 0000.10.16 | 東京   | 3歳上1000万下 |          | ダ2100m（重） | 14    | 4     | 5     | 004.20（2人）   | 04着 | 02:11.7（38.3）   | -0.4 | 藤田伸二 | 57kg | スギノブレイド       |
| 2012.01.08 | 中山   | 4歳上1000万下 |          | 芝2000m（良） | 15    | 7     | 13    | 004.30（2人）   | 01着 | 02:00.3（35.6）   | -0.5 | 大野拓弥 | 57kg | (イチブン)           |
| 0000.02.19 | 東京   | アメジストS   | 1600万下 | 芝2000m（良） | 14    | 5     | 8     | 004.40（2人）   | 01着 | 02:01.6（33.6）   | -0.3 | 大野拓弥 | 56kg | (サトノパンサー)     |
| 0000.04.07 | 福島   | 福島民報杯    | OP       | 芝2000m（良） | 14    | 2     | 2     | 002.80（1人）   | 08着 | 01:58.8（35.8）   | -0.6 | 大野拓弥 | 56kg | ヒットザターゲット   |
| 0000.06.24 | 福島   | 福島テレビOP  | OP       | 芝1800m（良） | 11    | 6     | 7     | 002.30（1人）   | 03着 | 01:48.6（35.1）   | -0.2 | 松岡正海 | 56kg | ミキノバンジョー     |
| 0000.07.15 | 函館   | 函館記念      | GIII     | 芝2000m（良） | 16    | 2     | 3     | 007.20（4人）   | 01着 | 02:00.4（35.7）   | -0.2 | 大野拓弥 | 54kg | (イケトップガン)     |
| 0000.09.02 | 新潟   | 新潟記念      | GIII     | 芝2000m（良） | 18    | 1     | 1     | 014.70（7人）   | 01着 | 01:57.6（32.3）   | -0.0 | 大野拓弥 | 56kg | (タッチミーノット)   |
| 0000.10.28 | 東京   | 天皇賞（秋）  | GI       | 芝2000m（良） | 18    | 7     | 14    | 032.60（9人）   | 17着 | 01:59.7（35.8）   | -2.4 | 大野拓弥 | 58kg | エイシンフラッシュ   |
| 2013.01.20 | 中山   | AJCC          | GII      | 芝2200m（良） | 12    | 5     | 5     | 011.90（5人）   | 02着 | 02:13.3（36.1）   | -0.2 | 大野拓弥 | 56kg | ダノンバラード       |
| 0000.03.23 | 中山   | 日経賞        | GII      | 芝2500m（良） | 14    | 6     | 9     | 011.70（5人）   | 11着 | 02:33.3（35.2）   | -1.3 | 大野拓弥 | 56kg | フェノーメノ         |
| 0000.06.01 | 阪神   | 鳴尾記念      | GIII     | 芝2000m（良） | 16    | 6     | 11    | 008.70（5人）   | 09着 | 01:59.4（34.4）   | -0.5 | 大野拓弥 | 56kg | トウケイヘイロー     |
| 0000.11.17 | 福島   | 福島記念      | GIII     | 芝2000m（良） | 16    | 3     | 5     | 009.50（4人）   | 09着 | 01:57.9（35.2）   | -0.6 | 大野拓弥 | 57kg | ダイワファルコン     |
| 2014.05.11 | 新潟   | 新潟大賞典    | GIII     | 芝2000m（良） | 16    | 8     | 15    | 054.0（12人）   | 16着 | 02:01.1（35.6）   | -1.9 | 大野拓弥 | 57kg | ユールシンギング     |

## 血統表
| トランスワープの血統（ノーザンダンサー系 / Northern Dancer 18.75% 3x4、Hail to Reason 9.38% 5x4、Lady Angela 6.25% 5x5） | トランスワープの血統（ノーザンダンサー系 / Northern Dancer 18.75% 3x4、Hail to Reason 9.38% 5x4、Lady Angela 6.25% 5x5） | トランスワープの血統（ノーザンダンサー系 / Northern Dancer 18.75% 3x4、Hail to Reason 9.38% 5x4、Lady Angela 6.25% 5x5） | （血統表の出典）       | （血統表の出典） |
| 父 *ファルブラヴ 1998 鹿毛                                                                                               | 父の父Fairy King 1982 | Northern Dancer | Nearctic               | Nearctic         |
| 父 *ファルブラヴ 1998 鹿毛                                                                                               | 父の父Fairy King 1982 | Northern Dancer | Natalma                |                  |
| 父 *ファルブラヴ 1998 鹿毛                                                                                               | 父の父Fairy King 1982 | Fairy Bridge | Bold Reason            | Bold Reason      |
| 父 *ファルブラヴ 1998 鹿毛                                                                                               | 父の父Fairy King 1982 | Fairy Bridge | Special                |                  |
| 父 *ファルブラヴ 1998 鹿毛                                                                                               | 父の母Gift of the Night 1990                                                                                             | Slewpy | Seattle Slew           | Seattle Slew     |
| 父 *ファルブラヴ 1998 鹿毛                                                                                               | 父の母Gift of the Night 1990                                                                                             | Slewpy | Rare Bouquet           |                  |
| 父 *ファルブラヴ 1998 鹿毛                                                                                               | 父の母Gift of the Night 1990                                                                                             | Little Nana | Lithiot                | Lithiot          |
| 父 *ファルブラヴ 1998 鹿毛                                                                                               | 父の母Gift of the Night 1990                                                                                             | Little Nana | Nenana Road            |                  |
| 母 ボンヌシャンス 1992 鹿毛                                                                                              | 母の父*リアルシャダイ Real Shadai 1979 黒鹿毛                                                                            | Roberto | Hail to Reason         | Hail to Reason   |
| 母 ボンヌシャンス 1992 鹿毛                                                                                              | 母の父*リアルシャダイ Real Shadai 1979 黒鹿毛                                                                            | Roberto | Bramalea               |                  |
| 母 ボンヌシャンス 1992 鹿毛                                                                                              | 母の父*リアルシャダイ Real Shadai 1979 黒鹿毛                                                                            | Desert Vixen | In Reality             | In Reality       |
| 母 ボンヌシャンス 1992 鹿毛                                                                                              | 母の父*リアルシャダイ Real Shadai 1979 黒鹿毛                                                                            | Desert Vixen | Desert Trial           |                  |
| 母 ボンヌシャンス 1992 鹿毛                                                                                              | 母の母マックホープ 1983 栗毛                                                                                             | *ノーザンテースト | Northern Dancer        | Northern Dancer  |
| 母 ボンヌシャンス 1992 鹿毛                                                                                              | 母の母マックホープ 1983 栗毛                                                                                             | *ノーザンテースト | Lady Victoria          |                  |
| 母 ボンヌシャンス 1992 鹿毛                                                                                              | 母の母マックホープ 1983 栗毛                                                                                             | ヨドセローナ | *エルセンタウロ        | *エルセンタウロ  |
| 母 ボンヌシャンス 1992 鹿毛                                                                                              | 母の母マックホープ 1983 栗毛                                                                                             | ヨドセローナ | *パロクサイド F-No.8-f |                  |

- 半兄にAJCC、毎日杯2着があるインテレットがいる。
- 従兄弟（母の全姉の仔）にマイルチャンピオンシップ優勝馬トウカイポイントがいる。
- 祖母の従兄弟（曾祖母の半姉の仔）に優駿牝馬優勝馬ダイナカールがいる。